# Pokkesviricetes
Pokkesviricetes es una clase de virus de ADN bicatenario que infectan animales y protistas. Son virus gigantes por lo que pertenecen al filo Nucleocytoviricota.
Fueron los primeros virus gigantes en ser descubiertos, pero posteriormente se descubrieron virus gigantes más grandes los cuales se clasifican en la clase Megaviricetes, por lo que ahora Pokkesviricetes incluye a los virus gigantes más pequeños. También son los únicos virus gigantes que se sabe que infectan vertebrados entre ellos el ser humano. El virus gigante más notable fue el de la viruela. Los viriones poseen envoltura vírica y pueden tener cápsides con geometrías icosaedricas u ovoides.
Es un grupo de virus que podría ser el eslabón intermediario entre los virus gigantes más grandes conocidos (Megaviricetes) y sus antepasados virales pequeños del filo Preplasmiviricota, ya que constituyen el grupo más basal de Nucleocytoviricota. Según algunos estudios de las polimerasas virales, los virus gigantes, principalmente Pokkesviricetes infectaron a huéspedes proto-eucariotas y se ha demostrado que los virus de Pokkesviricetes tuvieron una implicación en el origen de la ARN polimerasa I eucariota, esta posiblemente fue capturada por el virus de un huésped proto-eucariota y fue llevada a los eucariotas por transferencia horizontal. Este evento lo pudo haber realizado un virus relacionado con Asfarviridae. Según la hipótesis de la eucariogénesis viral, los virus gigantes pudieron haber desarrollado el núcleo de las células eucariotas.

## Familias
Contiene las siguientes familias:
- Asfarviridae
- Poxviridae